# Isle St. George AVA
Isle St. George AVA ist ein seit dem 20. August 1982 durch das Bureau of Alcohol, Tobacco, Firearms and Explosives anerkanntes Weinbaugebiet im US-Bundesstaat Ohio. 

## Lage

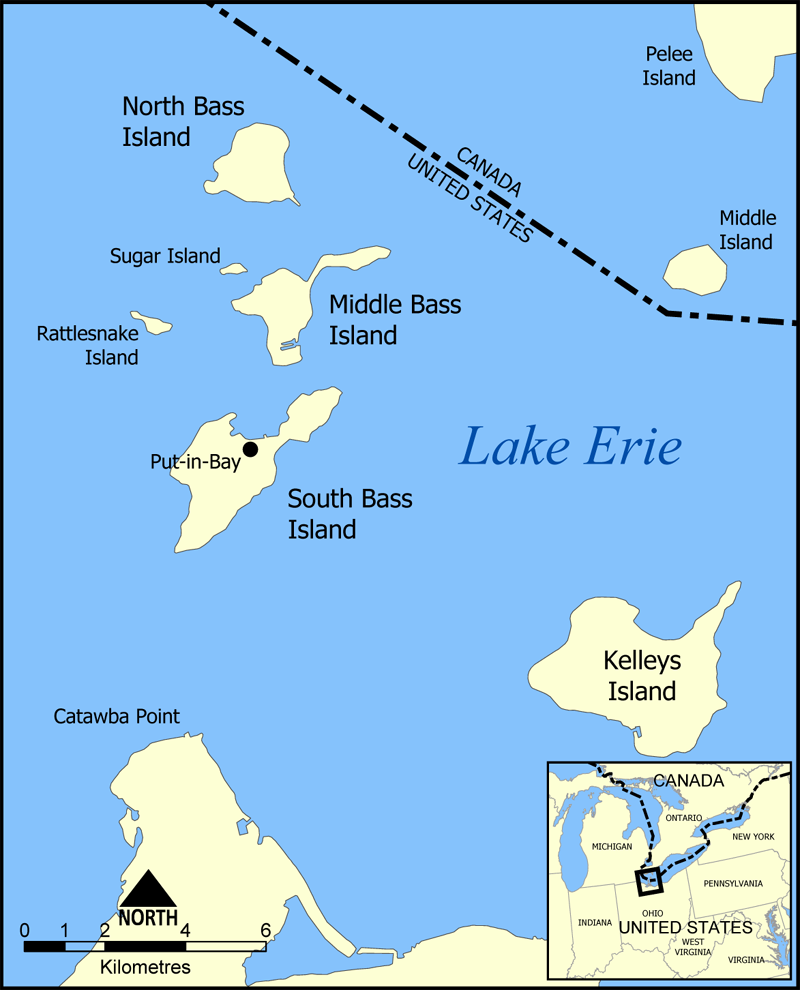
Die Bass Islands

Die Rebflächen befinden sich auf der Insel  North Bass Island innerhalb des Lake Erie. Die Insel ist Teil der Verwaltungseinheit Ottawa County. Einzige Gemeinde der Insel ist Isle Saint George, die laut Zählung im Jahr 2000 über 13 ständige Bewohner verfügt. Auf der Insel leben insgesamt 15 Familien. Die Hälfte der 278 Hektar großen Insel ist mit Reben bestockt.  
Der Lake Erie ist der wärmste der Great Lakes und ermöglicht somit den Weinbau in einem ansonsten zu kalten Gebiet. Insbesondere während der 200 Tage langen Wachstumsperiode der Rebe sind die Temperaturen auf der Insel höher als auf dem nahegelegenen Festland.  
Die an das kühle Weinbauklima angepassten Rebsorten Catawba, Delaware, Gewürztraminer, Pinot Noir und Riesling bestimmen den Rebsortenspiegel von Isle St. George. Im Winter werden die Reben durch den Schnee des Lake effect snow geschützt.